# Concerto « da esperimento » pour basson et orchestre
Concerto a Fagotto principale
Pour les articles homonymes, voir Concerto pour basson (homonymie).
Le Concerto « da esperimento » pour basson et orchestre, ou Concerto a fagotto principale, est un concerto pour basson et orchestre en trois mouvements attribué à Gioachino Rossini, probablement composé autour de 1845 pour un étudiant du Liceo musicale de Bologne.

## Instrumentation
Le frontispice de la partition manuscrite, repris dans la préface de son édition par Sergio Azzolini du conducteur et de la réduction piano basson du Concerto a Fagotto principale en 1994 chez Hofmeister (de), comme dans le livret accompagnant son enregistrement sous le titre en anglais de Concerto for Bassoon and Orchestra en 2002 indique : 
« Concerto a fagotto principale / Due violini, viole / Flauti, oboi, clarinetti, corni / Trombe, fagotti di ripieno / Basso continuo e di ripieno, caturba o timpani / Composta dall'esimio Rossini. »

## Structure
D'une durée totale d'environ 16 minutes, les trois mouvements du concerto (I - Allegro (7 min 23 s), II - Largo (4 min 40 s), III - Rondo : Allegretto (4 min 43 s)) sont d'un caractère et de tonalités (si bémol majeur, do mineur et fa majeur) très éloignés,. 

## Attribution
La partition manuscrite du Concerto, qui mentionne dans son frontispice : « Composta dall'esimio Rossini », est découverte à la bibliothèque municipale Giuseppe-Greggiati d'Ostiglia par Alberto Grazzi qui attire l'attention de Sergio Azzolini sur l'œuvre. Elle comporte de nombreuses corrections et annotations en marge ou entre les portées de ses 89 pages. Plusieurs documents mentionnent l'existence de ce Concerto da esperimento comme une pièce d'examen de fin d'année écrite par Gioachino Rossini pour Nazzareno Gatti (Cesena 1822, Bologne 1893), bassoniste élève de Gaetano Manganelli au Liceo musicale de Bologne entre 1842 et 1846. Durant cette période Rossini est Consulente Perpetuo (conseiller honoraire) de l'institution dans laquelle il avait lui-même étudié entre 1806 et 1810. Jusqu'à son départ de Bologne en 1848, il participe très activement au fonctionnement pédagogique du Liceo musicale (choix des enseignants, surveillance des leçons, direction des répétitions, organisation des auditions...). 
La distance entre les tonalités, la difficulté de certains passages, attestent du caractère approprié du Concerto à une démonstration de virtuosité d'une pièce d'examen de fin d'année. La mention « Composta dall'esimio Rossini » en tête de la partition, les « connexions stylistiques évidentes » avec l'écriture rossinienne, le rôle pédagogique assidu de Rossini au Liceo musicale durant cette période, les mentions de l'écriture du Concerto par Rossini, peut-être à la demande de Gatti lui-même, dans plusieurs notices biographiques de Nazzareno Gatti après sa mort, le fait que la seule pièce de Gatti connue soit beaucoup plus tardive et surtout incontestablement écrite d'une main différente, tout ceci plaide en faveur de l'attribution de ce Concerto à Gioachino Rossini,.
Robert Hugill (en) note cependant que ni Philip Gossett ni Bruno Cagli (it), directeur artistique de la Fondazione Rossini (it) de Pesaro, n'ont approuvé cette attribution. Il précise que le prêtre italien Giuseppe Greggiati (it), dont la bibliothèque communale d'Ostiglia porte le nom, est à l'origine de la collection de manuscrits qui y sont conservés et de l'attribution en 1868 du Concerto à Gioachino Rossini. Il note également que le Concerto pourrait être le fruit d'une collaboration entre Rossini, Gatti et Domenico Liverani (ru), clarinettiste italien ami de Rossini et professeur au Liceo musicale de Bologne.
Pour le  magazine britannique Gramophone, « il n'est pas impossible [que Rossini] ait eu des contacts avec [Gatti]. Qu'il ait écrit un concerto pour lui [...] semble improbable. En mauvaise santé‚ Rossini n'a pratiquement pas écrit de nouvelle musique pendant cette période. Un concerto pour basson grandeur nature de sa part aurait fait parler d'eux en Europe ».
Quel que soit le degré de participation de Gioachino Rossini à son écriture, le Concerto « da esperimento » a Fagotto principale est une œuvre d'une grande qualité musicale et d'un charme indéniable qui constitue un enrichissement du répertoire du basson.

## Édition
- Gioachino Rossini, Concerto a Fagotto principale, réduction pour basson et piano précédée d'une préface, Hofmeister (de), 1994, réédition 2000[6],[7]

## Enregistrement
- Gioachino Rossini, Concerto pour basson et orchestre (Concerto da Esperimento ca 1845), Sergio Azzolini (basson), Accademia d'archi di Bolzano[c], Georg Egger[d] (direction), CD accompagné d'un livret, Arts Music, 2001[10]